# Martin Dannecker
Martin Dannecker (Oberndorf am Neckar, noviembre de 1942) es un sexólogo y autor alemán. Desde su trabajo en el Institut für Sexualwissenschaft («Instituto para la sexología») de la clínica universitaria de la Universidad Johann Wolfgang Goethe de Fráncfort del Meno, sus campos de estudio han sido principalmente la homosexualidad masculina, las minorías sexuales y el sida. Además publicaba y realizaba seminarios sobre la construcción de la sexualidad y los géneros en el cine.

## Vida
Martin Dannecker creció en la Selva Negra. Inicialmente se formó como técnico comercial industrial, estudiando más tarde en una escuela de teatro en Stuttgart. 
A los 18 años se dio cuenta de que era homosexual y comenzó a estudiar la literatura sobre la homosexualidad. Debido a que no le parecía «adecuada» y demasiado patologizante, decidió realizar un estudio propio sobre el tema. En 1966 se trasladó a Fráncfort del Meno y trabajó como ayudante científico de una socióloga que trabajaba por libre. Realizó su abitur y estudió Filosofía, Sociología y Psicología en la universidad. En 1974 publicó, junto con el psicólogo Reimut Reiche, en su época el presidente del Sozialistischer Deutscher Studentenbund (SDS; «Federación socialista alemana de estudiantes»), el gran estudio empírico Der gewöhnliche Homosexuelle («El homosexual corriente»).

Die erste Untersuchung, die den gesamten Lebenszusammenhang Homosexueller in den Blick nimmt und den Zusammenhang von individuellem Triebschicksal Homosexueller und dem sozialen Zwang, dem sie ausgesetzt sind, im einzelnen aufzeigt.
El primer estudio que retoma la vida de los homosexuales como un todo y muestra de forma detallada la relación entre el deseo de los homosexuales y la coacción social a la que se ven expuestos.
Der gewöhnliche Homosexuelle, cita de la cubierta

De 1977 a 2005 trabajó en el Institut für Sexualwissenschaft de la Clínica Universitaria de la Universidad Johann Wolfgang Goethe de Fráncfort del Meno. Tras su jubilación, se trasladó a Berlín. Junto con Gunter Schmidt y Volkmar Sigusch es el editor de la colección de libros Beiträge zur Sexualforschung («Contribuciones al estudio de la sexualidad»), que se publican en la editorial Psychosozial (hasta la fecha 87 volúmenes). Además fue durante largo tiempo editor y redactor de la Zeitschrift für Sexualforschung («Revista para el estudio de la sexualidad»), que se publica en la editorial Georg Thieme en Stuttgart. Es miembro de la directiva de la Deutsche Gesellschaft für Sexualforschung («Asociación alemana para el estudio de la sexualidad»).

## Nicht der Homosexuelle ist pervers, sondern die Situation, in der er lebt
Martin Dannecker fue la «cabeza» detrás del primer éxito en el cine de Rosa von Praunheim, Nicht der Homosexuelle ist pervers, sondern die Situation, in der er lebt. Tras la emisión de la película, inicialmente sólo en el tercer canal, en el Westdeutsches Fernsehen (WDF), y mucho más tarde en el primer canal, ARD, con la excepción de Baviera, tras su muestra en muchos cines locales, seguido de coloquios y discusiones, se formaron en Alemania los primeros grupos de lucha por los derechos de los homosexuales modernos.
Cita de la película:

Schwule wollen nicht schwul sein, sondern so spießig und kitschig leben wie der Durchschnittsbürger. Schwule fordern vom Schwulen, ein Ästhet zu sein. Da die Schwulen vom Spießer als krank und minderwertig verachtet werden, versuchen sie, noch spießiger zu werden, um ihr Schuldgefühl abzutragen mit einem Übermaß an bürgerlichen Tugenden. Ihre politische Passivität und ihr konservatives Verhalten sind der Dank dafür, dass sie nicht totgeschlagen werden.
Los maricones no quieren ser maricones, sino que quieren vivir tan relamidos y horteras como el ciudadano medio. Los maricones exigen del maricón ser un esteta. Debido a que los maricones son despreciados por el burgués como enfermo e inferior, intentan ser aún más relamidos, para disminuir su sentimiento de culpa con un exceso de virtudes burguesas. Su pasividad política y su comportamiento conservador son el agradecimiento por no haber sido apaleados hasta la muerte.

Este era un párrafo fundamental del texto que la voz en off, puesta por Volker Eschke, leía en la película.

## Obra (selección)
- Der gewöhnliche Homosexuelle. Eine soziologische Untersuchung über männliche Homosexuelle in der BRD, con Reimut Reiche. Fischer, Frankfurt am Main 1974, ISBN 3-10-014801-0
- Der Homosexuelle und die Homosexualität. Syndikat, Frankfurt am Main 1978, ISBN 3-8108-0067-8
- Das Drama der Sexualität. Athenäum, Frankfurt am Main 1987, ISBN 3-610-08468-5
- Der homosexuelle Mann im Zeichen von Aids. Klein, Hamburg 1991, ISBN 3-922930-02-6
- 100 Jahre Freuds »Drei Abhandlungen zur Sexualtheorie«. Aktualität und Anspruch, con Agnes Katzenbach. Psychosozial-Verlag, Gießen 2005, ISBN 3-89806-494-8